# Dağiçi

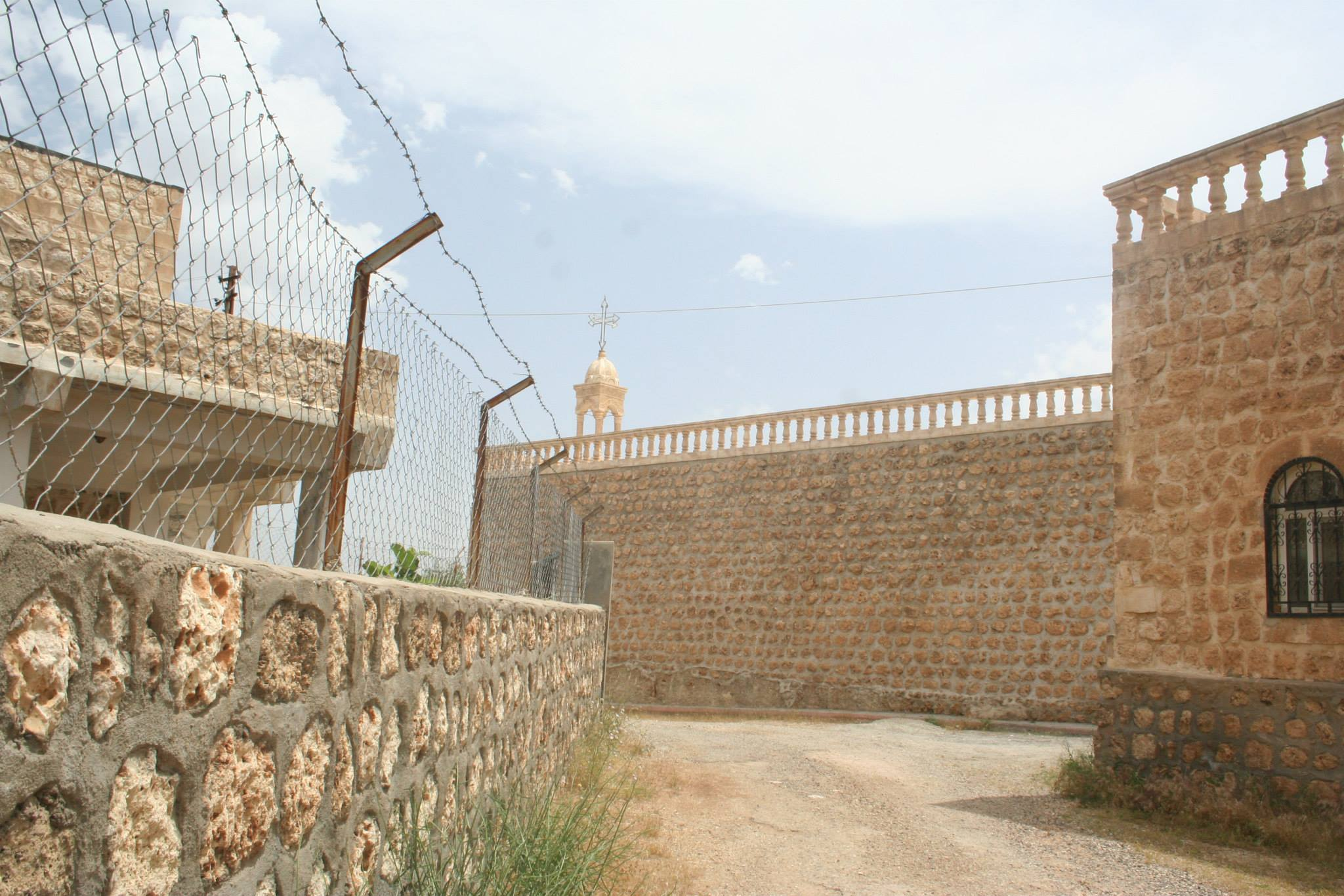
Syrisch-orthodoxe Kirche in Dağiçi

Dağiçi (aramäisch Harbtho, auch Varianten wie Harabemişka, Xerabê Mişka) ist ein historisches aramäisch‑christliches Dorf („Mahalle“) im Landkreis Nusaybin der Provinz Mardin in der Region Tur Abdin im Südosten der Türkei.

## Geographie
- Lage: auf dem Mount Izla, in einem gebirgigen Gebiet, etwa 960 m über dem Meeresspiegel
- Koordinaten: ca. 37° 12′ 24″ N, 41° 23′ 51″ O

## Bevölkerung
2021 lebten etwa 84 Einwohner, überwiegend syrisch‑orthodoxe Christen (Aramäer). In früheren Jahren (z. B. 1960er‑Jahre) gab es deutlich mehr Bewohner (1966 etwa 394 Einwohner), v. a. durch Auswanderung in die Diaspora ist die Zahl gesunken.

## Geschichte
Bereits im 19. Jahrhundert war Dağiçi im syrisch‑orthodoxen Patriarchenregister erwähnt; damals gab es eine Kirche (Yuldat Aloho) und einige Haushalte, aber kein durchgehendes Gemeindeleben.
1914 lebten etwa 200 Syrer im Dorf, die zur Syrisch‑Orthodoxen Kirche gehörten. Während des Sayfo‑Genozids 1915 suchten Dorfbewohner Schutz im nahegelegenen Mor Malke Monastery.
In den 1970er‑ und 1990er‑Jahren, bedingt durch Konflikte und Armut, kam es zu massiven Abwanderungen, insbesondere nach Europa (z. B. Deutschland, Schweden).

### Kultur & Sprache
Die Dorfbewohner sprechen Turoyo, einen neo‑aramäischen Dialekt, der als identitätsstiftendes Merkmal dient – ähnlich wie viele Aramäer in Tur Abdin die Sprache Jesu bewahren. Die Gemeinschaft pflegt bis heute liturgische Traditionen der Syrisch‑Orthodoxen Kirche von Antiochien.

### Religion & Kirchen
Das Dorf beherbergt eine syrisch‑orthodoxe Kirche (teilweise als Mor Aho Church oder Mor Yoreth Monastery geführt), die bis in die frühmittelalterliche Zeit zurückreichen könnte. Sie war vermutlich im 5.–7. Jh. gegründet und zeitweise Sitz eines Klosters.
Laut lokalen Aufstellungen gehörte Dağiçi zu einem der Orte in Tur Abdin mit offenem liturgischem Leben, neben anderen historischen Kirchenorten in der Umgebung (z. B. Uçyol, Guzelsu).

### Heutige Bedeutung
Obwohl die Bevölkerung stark geschrumpft ist, gilt Dağiçi als Teil des christlich‑aramäischen Kulturraums Tur Abdin, der für die Bewahrung der aramäischen Identität von großer Bedeutung ist. Einige in der Diaspora lebende Aramäer besuchen das Dorf im Sommer und unterstützen Wiederansiedlungsprojekte und Restaurierungen von Kirchen und Häusern.

## Belege
1. ↑  Nufusu.comabgerufen am 2. August 2024
2. ↑  İlçemize Bağlı Mahalle Muhtarlarının İletişim Bilgileri